# Amomyrtus meli

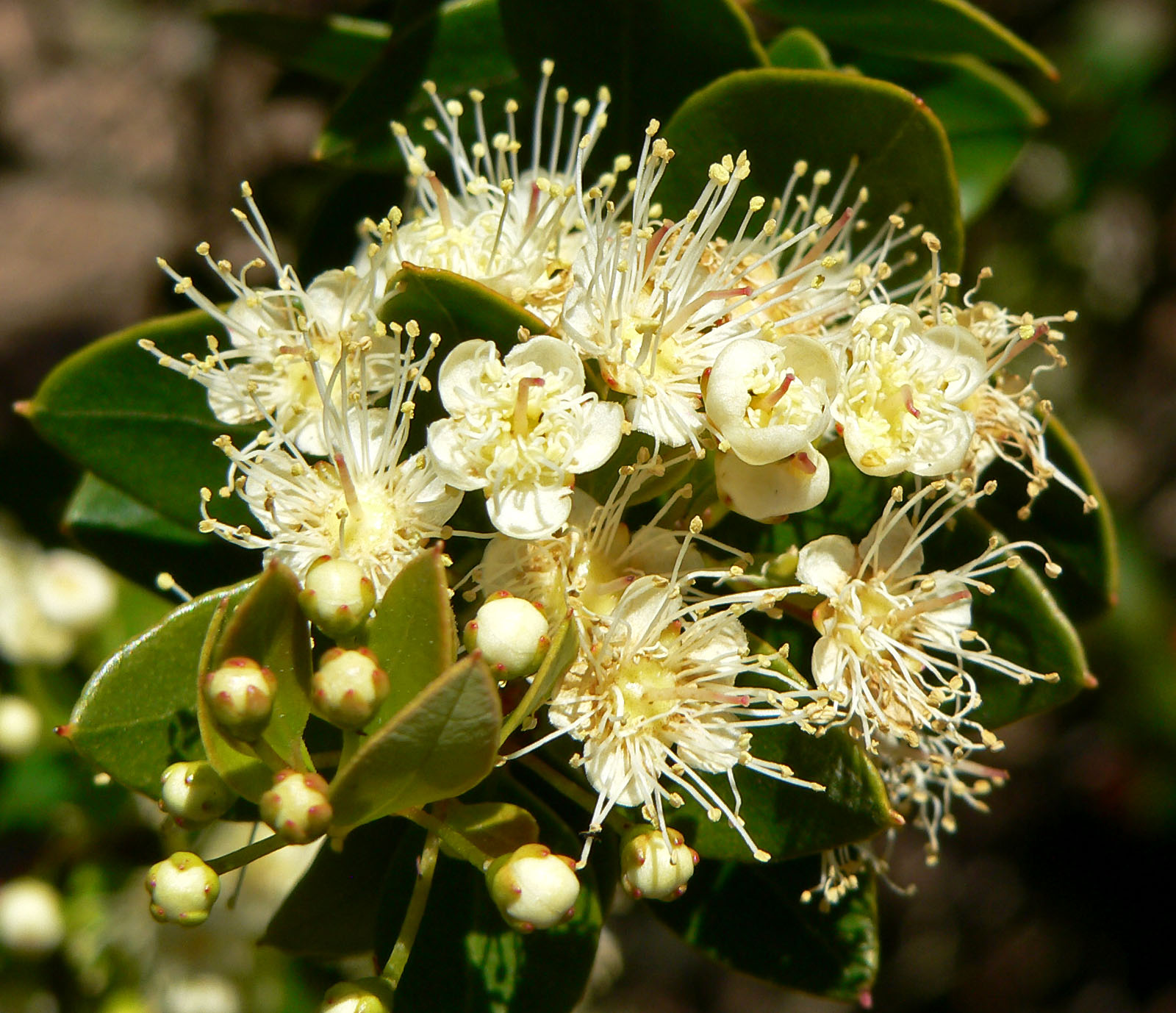
Blüten

Amomyrtus meli ist ein Baum in der Familie der Myrtengewächse aus dem mittleren Chile. In Chile ist sie bekannt als Meli oder Luma (blanca).

## Beschreibung
Amomyrtus meli wächst als immergrüner Baum bis zu 20 Meter hoch. Der Stammdurchmesser erreicht etwa 60 Zentimeter. Die relativ glatte, abblätternde Borke ist gräulich und der Stamm ist oft gewunden bzw. verdreht.
Die kurz gestielten und aromatischen Laubblätter sind gegenständig. Die spitzen und kahlen, steifen, hartledrigen, eiförmigen bis elliptischen, manchmal verkehrt-eiförmigen, oft stachelspitzigen Blätter sind ganzrandig. Sie sind bis 6 Zentimeter lang, drüsig punktiert und oberseits glänzend sowie unterseits heller. Die Nervatur ist gefiedert mit undeutlichen Seitenadern. Die jungen Blätter sind rötlich.
Die Blüten erscheinen achselständig, einzeln oder bis zu acht in traubigen Blütenständen. Die duftenden, zwittrigen, kurz gestielten und weißen Blüten sind fünfzählig mit doppelter Blütenhülle. Die Vorblätter sind abfallend. Der konische, etwa 3 Millimeter lange Blütenbecher ist drüsig. Die kleinen Kelchzipfel sind dreieckig. Die ausladenden Kronblätter sind rundlich und bis 4 Millimeter groß. Es sind viele (bis 80) lange Staubblätter vorhanden. Der zweikammerige Fruchtknoten ist unterständig mit vorstehendem, kahlem Griffel und kleiner, kopfiger Narbe. Es ist ein kahler Diskus vorhanden.
Es werden kleine, rundliche und ein- bis viersamige, erst rötliche, dann schwärzliche, glänzende, etwa 1 Zentimeter große Früchte, Beeren mit beständigen Kelchzipfeln, gebildet. Die bräunlichen, etwa 5 Millimeter großen, leicht abgeflachten, harten Samen sind schneckenhausartig eingerollt und nierenförmig.

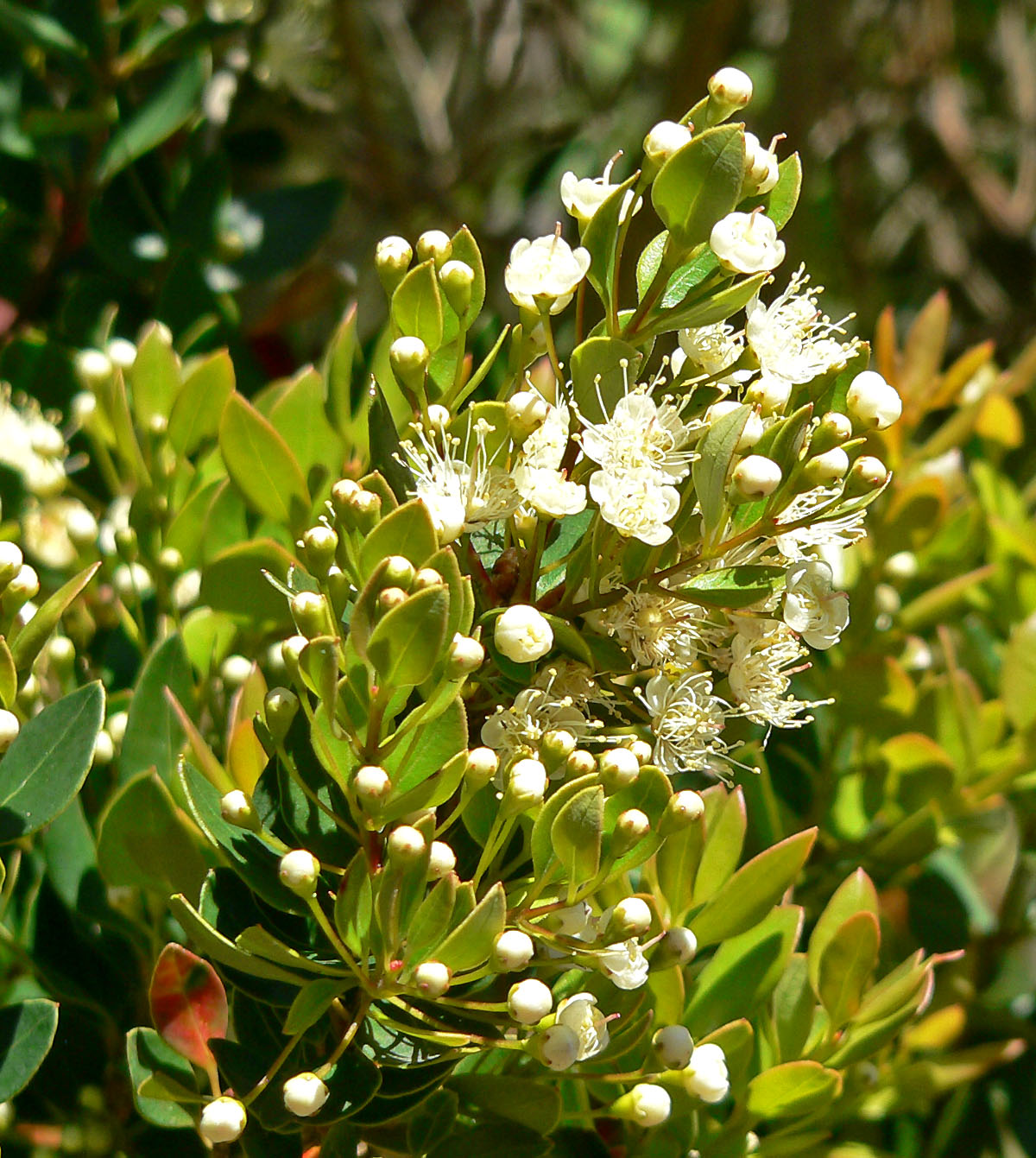
Blüten und Blätter
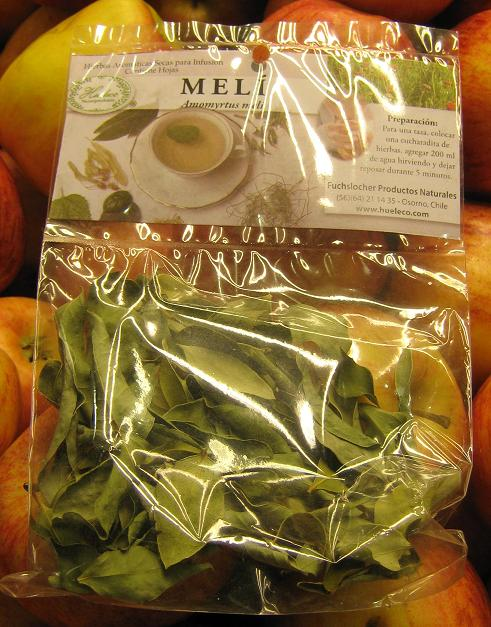
Blätter für Tee

## Taxonomie
Die Erstbeschreibung des Basionyms Myrtus meli erfolgte 1857 durch Rudolph Amandus Philippi in Linnaea 28: 638. Die Umteilung in die Gattung Amomyrtus zu Amomyrtus meli erfolgte 1947 durch Diego Legrand und Eberhard Kausel in Lilloa 13: 146. Ein weiteres Synonym ist Pseudocaryophyllus meli (Phil.) Burret.

## Verwendung
Die aromatischen und wohlschmeckenden Früchte sind essbar. Die Blätter werden für Tee verwendet der medizinischen Zwecken dient.
Das harte und recht schwere Holz wird für Verschiedenes genutzt.